# Sankt Ulrich (Dinkelsbühl)

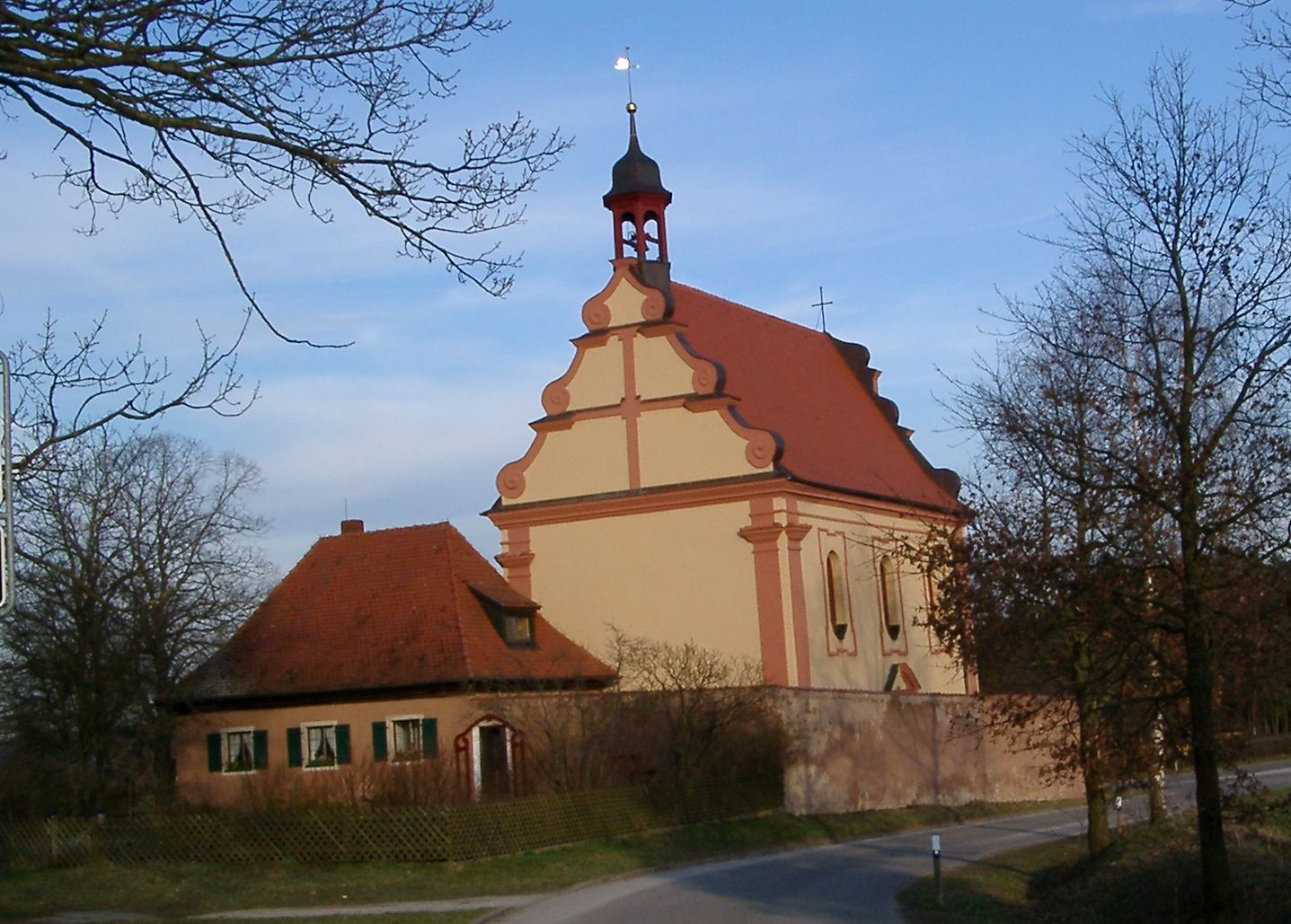
St. Ulrich

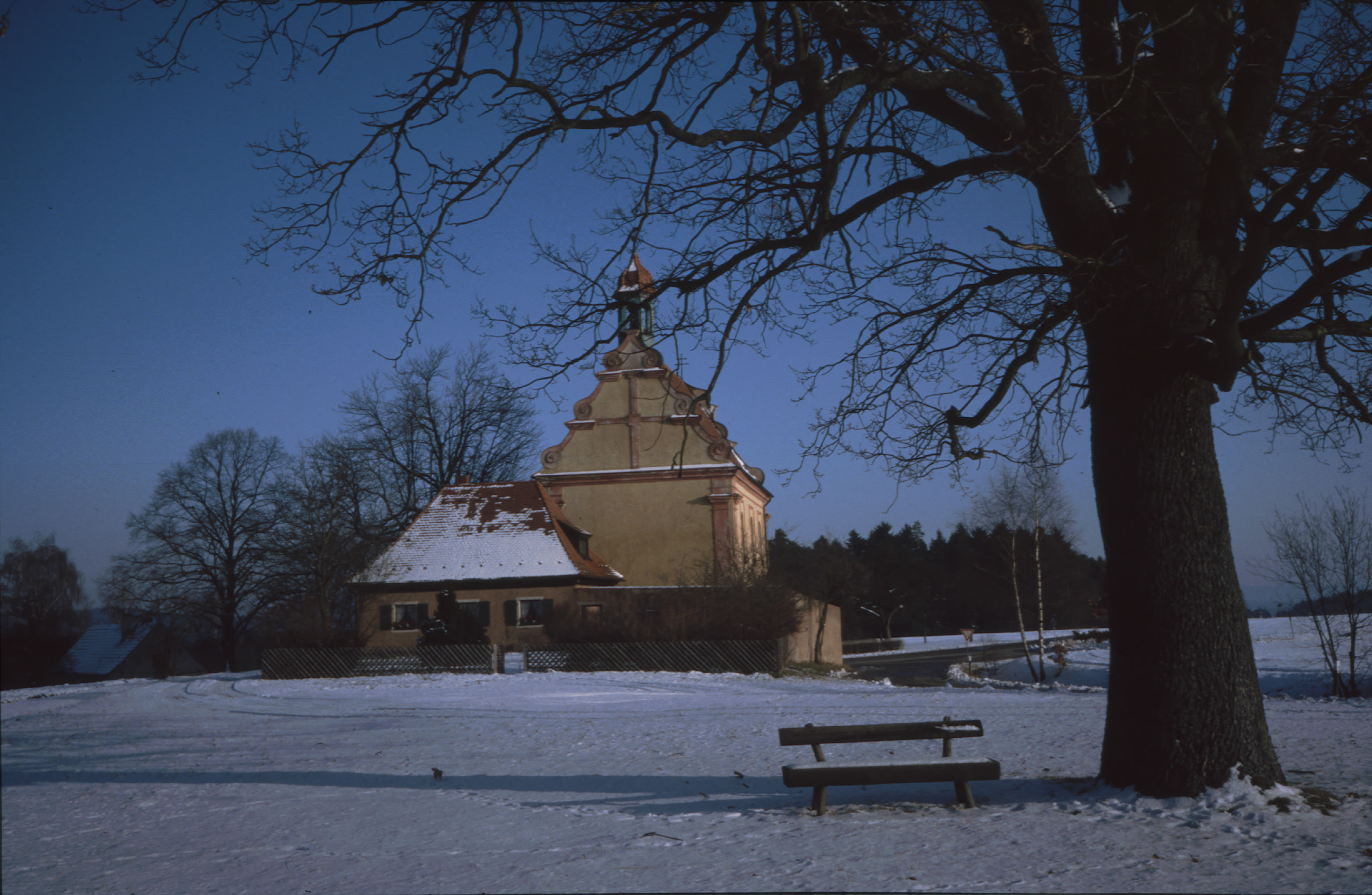
St. Ulrich im Winter

Sankt Ulrich ist ein Gemeindeteil der Großen Kreisstadt Dinkelsbühl im Landkreis Ansbach (Mittelfranken, Bayern). Sankt Ulrich liegt in der Gemarkung Neustädtlein.

## Geographie
Durch die Einöde verläuft die Gemeindegrenze von Dinkelsbühl und Mönchsroth. Die Wallfahrtskirche und das Wohnhaus westlich der Gemeindeverbindungsstraße ist der Gemeindeteil St. Ulrich, die zwei Wohnhäuser östlich davon sind Hausnummer 21 und 22 des Ortes Hasselbach. Gemeindeverbindungsstraßen führen nach Radwang (1 km nördlich), nach Sittlingen (0,5 km westlich), nach Winnetten (0,6 km südöstlich) und nach Hasselbach (0,8 km südlich).

## Geschichte
Mitte des 14. Jahrhunderts wurde ein „Sant Ulrichsberges“ erstmals urkundlich erwähnt. Anfang des 15. Jahrhunderts bestand der Ort aus zwei Höfen.
Die Fraisch über St. Ulrich war strittig zwischen dem oettingen-spielbergischen Oberamt Dürrwangen und der Reichsstadt Dinkelsbühl. Gegen Ende des 18. Jahrhunderts bestand der Ort nur aus der Wallfahrtskirche und einer Klausnerswohnung.
Im Jahr 1809 wurde St. Ulrich infolge des Gemeindeedikts dem Steuerdistrikt und der Ruralgemeinde Villersbronn zugeordnet. Mit dem Zweiten Gemeindeedikt (1818) wurde der Ort an die neu gebildete Ruralgemeinde Knittelsbach überwiesen. Am 1. April 1971 wurde St. Ulrich im Zuge der Gebietsreform in Bayern nach Dinkelsbühl eingegliedert.

### Baudenkmal
- katholische Wallfahrtskirche St. Ulrich, barocker Saalbau mit eingezogenem halbrundem Chor, Volutengiebel und Dachreiter, angefügte Sakristei, 1700–1729; mit Ausstattung; ehemalige Klausnerswohnung, erdgeschossiger verputzter Walmdachbau, bezeichnet „1721“; Einfriedung, verputzte Bruchsteinmauer, zweites Viertel 18. Jahrhundert[11]

### Einwohnerentwicklung
| Jahr      | 001840 | 001861 | 001871 | 001885 | 001900 | 001925 | 001950 | 001961 | 001970 | 001987 |
| Einwohner | 3      | 2      | 2      | 3      | 5      | 2      | 4      | 2      | 2      | 2      |
| Häuser    | 1      |        |        | 1      | 1      | 1      | 1      | 1      |        | 1      |
| Quelle    | [ 13 ] | [ 14 ] | [ 15 ] | [ 16 ] | [ 17 ] | [ 18 ] | [ 19 ] | [ 20 ] | [ 21 ] | [ 1 ]  |

## Religion
Der Ort ist römisch-katholisch geprägt und bis heute nach St. Georg (Dinkelsbühl) gepfarrt. Die Protestanten sind nach St. Vinzenz (Segringen) gepfarrt.